# Aliens: Lovesick
Aliens: Lovesick è un fumetto pubblicato per la prima volta dalla Dark Horse Comics nel dicembre 1996. È stato scritto da Thierry Gagnon, Richard Forgues e Randy Stradley, illustrato e inchiostrato da Forgues, colorato da Cary Porter, lettered di Clem Robins e curato da Stradley, Philip Amara e Ian Stude. La copertina è opera di Forgues.
Aliens: Lovesick è una delle tre storie a fumetti di Aliens pubblicate dalla Dark Horse ad avere una storia a metà tra la commedia e l'azione. Le altre due sono Aliens: Mondo Heat e Aliens: Lucky.

## Trama
Il dottor Dakien sbarca sul pianeta RF/C-16 insieme alla giovane assistente Nancy e al di lei cuginetto undicenne Jimi. Respinto da Nancy della quale è innamorato pazzo, Dakien impazzisce e si fa infettare da uno Stringifaccia. Tornato sotto forma di uno xenomorfo, Dakien inizia a dare la caccia a Nancy e a Jimi per vendicarsi.

## Ristampe
La storia è stata ristampata come parte del volume Aliens Omnibus: Volume 5 nell'ottobre 2008.